# Свято (фільм, Данія)
«Свято» (дан. Festen) — фільм режисера Томаса Вінтерберґа 1998 року. Світова прем'єра стрічки відбулася 19 червня 1998 року в Данії.

## Сюжет
У шикарному заміському особняку має відбутися гостина. На ювілей поважного батька великого сімейства з'їжджаються діти та родичі. В залі накрито дивовижний стіл, відкорковано вишукані вина. За столом немає лише однієї з дочок ювіляра, що наклала на себе руки при таємничих обставинах. Свято починається. Старший син виголошує перший тост. Ніхто не підозрює, що нарядним гостям, які тут зібралися, належить почути шокуючу та страшну правду…

## У ролях
- Ульріх Томсен — Крістіан
- Геннінґ Морітцен — Хельґе
- Томас Бо Ларсен — Мікаель
- Томас Вінтерберґ
- Тріне Дюргольм — Пія

## Нагороди і номінації
Загалом стрічка отримала 24 нагороди і 15 номінацій, зокрема:
- премію «Amanda» у категорії «Найкращий скандинавський фільм»
- премію «Bodil» у номінаціях «Найкращий актор» (Ульріх Томсен) і «Найкращий фільм (Найкращий данський фільм)»
- приз глядацьких симпатій на Фестивалі короткометражного кіна в Канберрі
- приз журі Каннського кінофестивалю
- премію «Європейське відкриття року» European Film Awards
- приз глядацьких симпатій на Роттердамському Кінофестивалі
- приз Міжнародного журі на Кінофестивалі в Сан-Паулу
- номінацію на «Золоту пальмову гілку» Каннського кінофестивалю

## Цікаві факти
- Фільм є першим, що був відзнятий у рамках руху «Догма 95»